# 洗心の滝
洗心の滝（せんしんのたき）は、徳島県勝浦町にある勝浦川水系の滝。

## 地理
洗心の滝は、徳島県勝浦町にある星谷寺（星の岩屋）の入口付近に懸かる落差6mの直瀑で、向かって右側に不動明王石仏がいる。さらに上流には通称・裏見の滝と呼ばれる不動の滝がある。

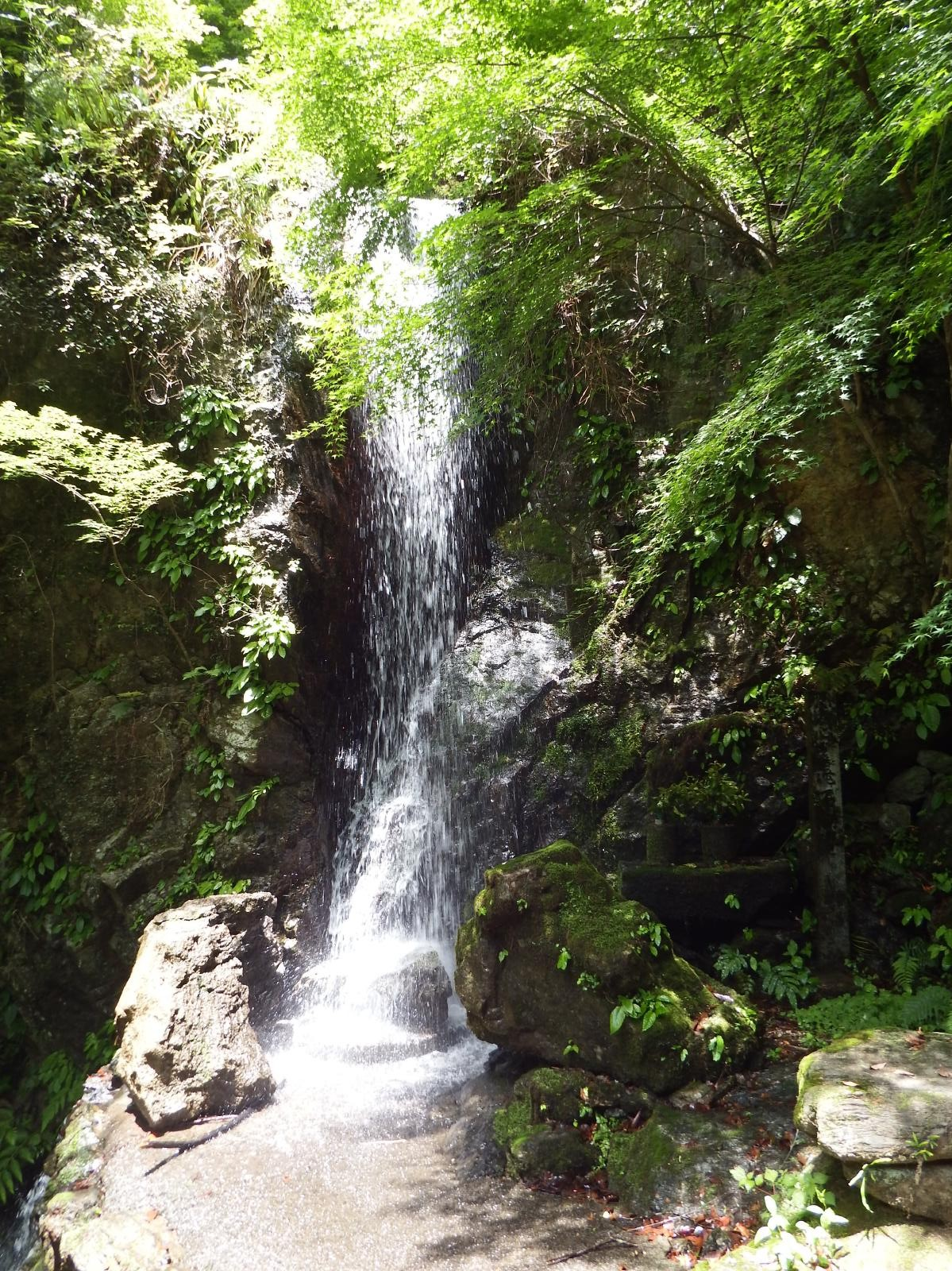
洗心の滝
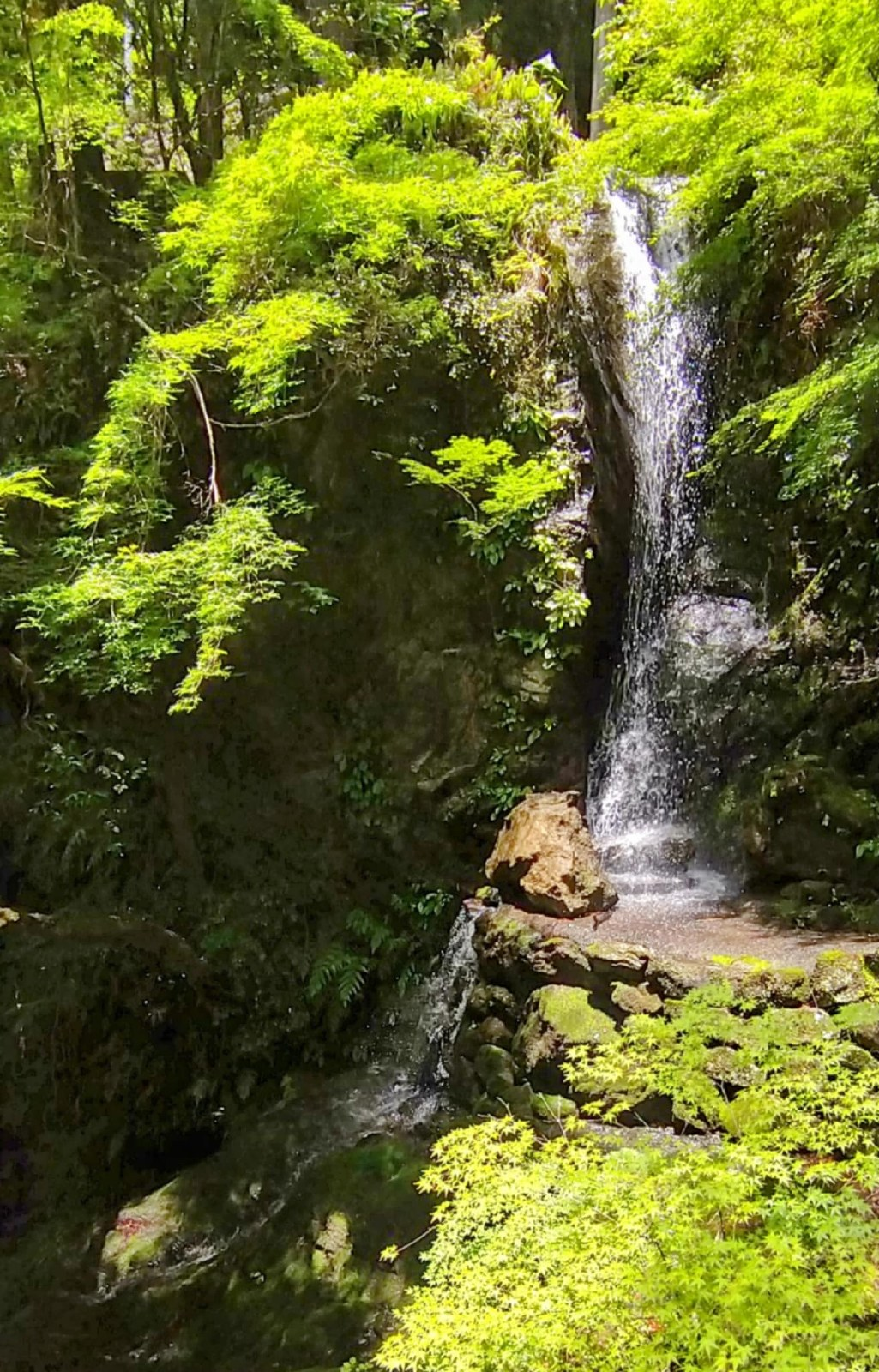
洗心の滝
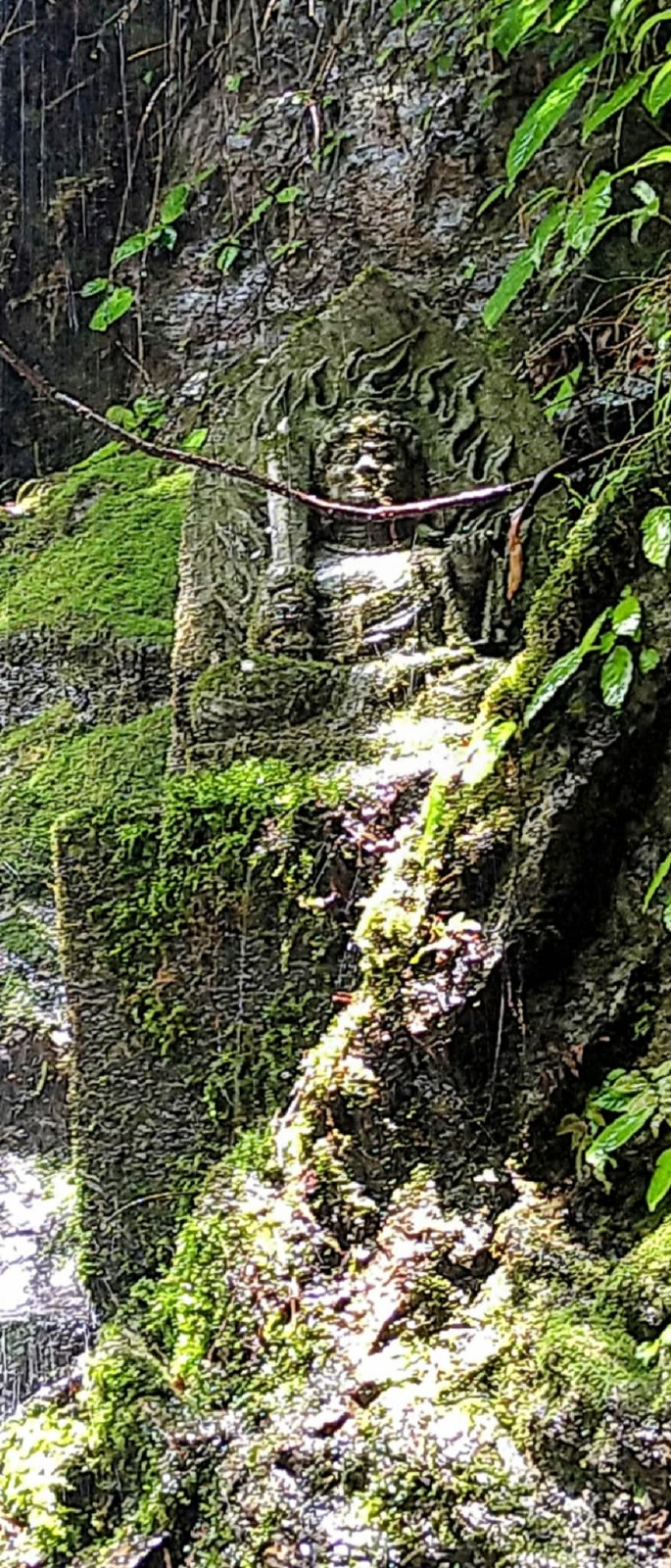
不動明王

## 交通
- JR徳島駅より徳島バス勝浦線「中角」下車、徒歩40分または車で10分。
- 徳島自動車道 徳島ICから国道11号・国道55号、徳島県道16号徳島上那賀線等を小松島市方面へ車で25km。